# Lewis A. Kimberly
Pour les articles homonymes, voir Kimberly.

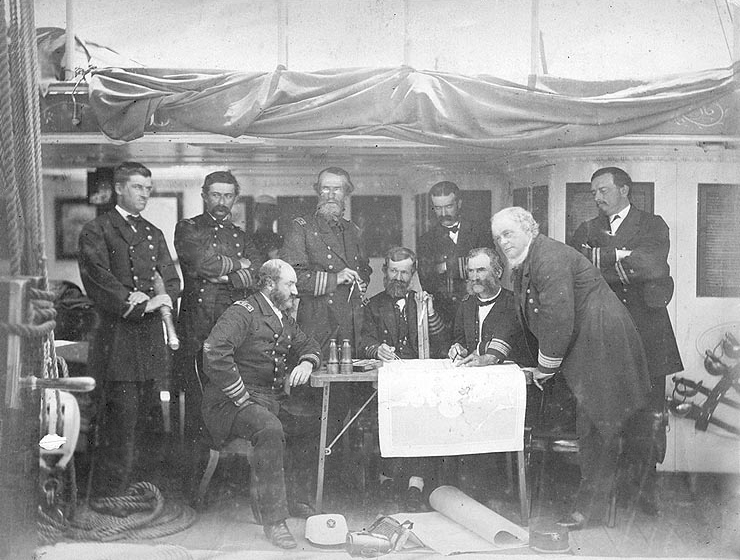
Photographie posée d'officiers de la marine américaine tenant un conseil de guerre à bord du Asiatic Squadron. le navire amiral, la frégate à vapeur, au large de la Corée en juin 1871 avant l'Expédition coréenne. Le Commander Lewis Kimberly, commandant du sloop-of-war., est le deuxième à partir de la gauche.

Lewis Ashfield Kimberly (22 avril 1830 - 28 janvier 1902) était un contre-amiral (Rear Admiral) de la marine américaine (US Navy) pendant la guerre de Sécession et les années suivantes.

## Biographie

### Début de la vie et de la carrière
Kimberly est né à Troy, dans l'État de New York, et a été nommé aspirant le 8 décembre 1846. Il a servi à bord du sloop Jamestown dans l'Africa Squadron (escadre d'Afrique) en 1847-1850, puis dans le Pacifique à bord de la frégate Raritan en 1850-1852, et a été promu aspirant (passed midshipman) le 8 juin 1852. Il retourne ensuite dans les eaux africaines, à bord des sloops Decatur et Dale en 1853-1856, et est promu capitaine et lieutenant les 15 et 16 septembre 1855. Kimberly passe quelque temps au Boston Navy Yard, puis sert à bord du sloop  Germantown dans l'East India Squadron (escadre des Indes orientales) entre juillet 1857 et avril 1860, avant de rejoindre le sloop à vapeur Richmond, nouvellement mis en service, qui appareille pour la Méditerranée en octobre 1860, pour finalement rentrer aux États-Unis en juillet 1861, après le déclenchement de la guerre civile.
Entre 1856 et 1860, il tient un carnet de gribouillis, de croquis et d'aquarelles. Parmi les thèmes abordés, on trouve des dessins géométriques, des dessins d'architecture, des caricatures, des codes de chiffrement et des croquis de ses collègues. En 2008, le musée USS Constitution Museum l'a acquis.

### Service pendant la guerre civile
En 1861-62, Kimberly sert à bord de la frégate Potomac dans le West Gulf Blockading Squadron (escadron de blocage du golfe occidental), prenant part aux opérations sur le fleuve Mississippi à Port Hudson, Grand Gulf et Vicksburg, et recevant la promotion de lieutenant-commandant le 16 juillet 1862. En 1863-64, il sert en tant que commandant en second du sloop à vapeur Hartford et participe à la bataille de Mobile Bay, à l'issue de laquelle il est chaleureusement félicité pour son service courageux et efficace. Après la guerre, il rejoint le Military Order of the Loyal Legion of the United States (Ordre militaire de la Loyal Legion des États-Unis).

### Les commandements d'après-guerre
À partir de mai 1865, Kimberly sert à bord de la frégate à vapeur Colorado, le navire amiral de l'European Squadron (escadre européenne), est promu commandant le 25 juillet 1866 et retourne aux États-Unis en septembre 1867. Il commande le navire de réception à New York en 1867-1870, puis le sloop à hélice Benicia sur l'Asiatic Station (station asiatique) en 1870-1872, participe à l'expédition de Corée en mai-juillet 1871, en tant que commandant des forces de débarquement, puis le monitor Canonicus sur la côte est en 1873-1874.
Kimberly est promu capitaine de vaisseau (captain) le 3 octobre 1874 et commande le sloop Monongahela dans la South Atlantic Station (station de l'Atlantique Sud) en 1875-1876 et le sloop à hélice Omaha dans le Pacifique en 1877-1878. Au début des années 1880, Kimberly sert au New York Navy Yard et est président du Examining and Retiring Board en 1883-1885, ce qui lui vaut d'être promu au grade de commodore le 27 septembre 1884. [Il est nommé commandant du Boston Navy Yard en 1885 et atteint le grade de contre-amiral (rear admiral le 26 janvier 1887. Il est ensuite nommé commandant en chef (Commander-in-Chief) du Pacific Squadron (escadre du Pacifique). En mars 1889, pendant la crise des Samoa, son navire amiral, le Trenton, est frappé par un violent cyclone alors qu'il se trouve dans le port d'Apia. Guidant ses hommes avec les mots "Si nous sombrons, faisons-le avec notre drapeau", Kimberly échoue habilement son navire amiral, ne perdant qu'un seul homme dans la tempête, qui fait naufrage,. Après son retour aux États-Unis en janvier 1890, Kimberly est nommé président du Board of Inspection and Survey, poste qu'il occupe jusqu'à sa retraite, le 2 avril 1892.
Le contre-amiral Kimberly meurt le 28 janvier 1902 à West Newton, dans le Massachusetts.

## Hommages
Deux destroyers de la marine américaine ont été baptisés USS Kimberly en son honneur : DD-80  (1918-1939) et DD-521 (1943-1967).

## Source
- (en) Cet article est partiellement ou en totalité issu de l’article de Wikipédia en anglais intitulé « Lewis Kimberly » (voir la liste des auteurs).